# Marching Band
Marching Band es una banda de rock indie radicada en Linköping, Suecia. En 2008 sacaron su primer álbum llamado Spark Large. Mientras el grupo mantiene los propios de este tipo de bandas de rock como la guitarra, tambores y bajos, también utilizan un conjunto de instrumentos más excéntricos como el xilófono, marimba, banjo y el vibráfono.

## Miembros
- Erik Sunbring - Guitarra, vocalista.
- Jacob Lind - Guitarra, teclado, vocalista.